# Il caso Sanremo
Il caso Sanremo è stato un programma televisivo di intrattenimento, andato in onda dal 27 gennaio al 24 febbraio 1990 per cinque sabati in prima serata su Rai Uno e condotto da Renzo Arbore e Lino Banfi con la partecipazione di Michele Mirabella e Massimo Catalano. Il programma, proposto in vista del  Festival di Sanremo 1990, aveva come sigla d'apertura Che ne parliamo a fa', brano inserito nel 33 giri Sanremix, disponibile anche in musicassetta e CD.

## Il programma
La trasmissione si svolgeva in una finta aula di tribunale affiancata da una postazione RAI, il tutto nel set del Teatro delle Vittorie. Il giudice era Renzo Arbore, Lino Banfi interpretava l'avvocato difensore Pasquale Passalacqua e Michele Mirabella rappresentava la Pubblica accusa; i giudici a latere erano Alfredo Cerruti e Arnaldo Santoro, mentre nel ruolo di cancelliere c'era Mario De Simone, amico e, all'epoca, agente cinematografico di Banfi. Ogni settimana alcune canzoni del Festival venivano messe ironicamente sotto processo, traendo spunto dalle esibizioni dei cantanti ospiti. I quattro decenni sotto accusa erano presentati da Massimo Catalano, che faceva il verso ai concorsi a premi della RAI introducendo ogni frase col tormentone "Voi vi domanderete...". Dopo tale presentazione andava in scena un balletto di ragazze abbigliate secondo la moda del decennio in causa.
Va ricordata inoltre la presenza del gruppo musicale "I Campagnoli Belli", capitanati dal giovane cantante Stefano Palatresi, il quale, assieme a Renzo Arbore e Lino Banfi, eseguiva altri grandi successi del Festival della Canzone Italiana, che non venivano eseguiti dagli ospiti cantanti. Nel suo gruppo di musicisti figuravano Sergio Cammariere e la cantante Tiziana Donati, poi diventata famosa col nome di Tosca. Il programma vinse anche il Telegatto come Miglior varietà dell'anno al Gran Premio Internazionale della TV.
Lo show è stato replicato per la prima volta sempre su Rai 1 la domenica pomeriggio nell'estate 2013. Lo stesso Renzo Arbore ha introdotto ogni puntata con ricordi personali e anticipazioni dei momenti più salienti.

## Ospiti cantanti
In ogni puntata venivano ospitate 4 coppie di artisti, una per ogni decennio (nell'ultima puntata gli ospiti furono tre per ogni decennio).

### Prima puntata
Rappresentanti degli anni cinquanta: Nilla Pizzi e Giorgio Consolini
Rappresentanti degli anni sessanta: Betty Curtis e Domenico Modugno
Rappresentanti degli anni settanta: i Ricchi e Poveri e Marcella
Rappresentanti degli anni ottanta: Toto Cutugno e Fiordaliso

### Seconda puntata
Rappresentanti degli anni cinquanta: Flo Sandon's e Gino Latilla
Rappresentanti degli anni sessanta: Orietta Berti e Sergio Endrigo
Rappresentanti degli anni settanta: Peppino di Capri e Antoine
Rappresentanti degli anni ottanta: Christian e Mia Martini

### Terza puntata
Rappresentanti degli anni cinquanta: Tonina Torrielli e Achille Togliani
Rappresentanti degli anni sessanta: Wilma De Angelis ed Emilio Pericoli
Rappresentanti degli anni settanta: Gianni Nazzaro
Rappresentanti degli anni ottanta: Eduardo De Crescenzo e Tullio De Piscopo

### Quarta puntata
Rappresentanti degli anni cinquanta: Gloria Christian e Luciano Tajoli
Rappresentanti degli anni sessanta: Tony Dallara e Teddy Reno
Rappresentanti degli anni settanta: Anna Identici e Remo Germani
Rappresentanti degli anni ottanta: Rossana Casale e Raf

### Quinta puntata
Rappresentanti degli anni cinquanta: Carla Boni, Nunzio Gallo e Narciso Parigi
Rappresentanti degli anni sessanta: Nicola Arigliano, Don Backy e Bruno Filippini
Rappresentanti degli anni settanta: Gigliola Cinquetti, i Dik Dik e Piero Focaccia
Rappresentanti degli anni ottanta: Paola Turci, Sergio Caputo e Michele Zarrillo

## Singoli
- Sigla d'apertura Che ne parliamo a fa'
- Sigla di chiusura E la candela va

## 33 giri
- 1990 Sanremix